# Артемченков, Григорий Фёдорович
Григорий Фёдорович Артемченков (1923—1979) — гвардии старший лейтенант Советской Армии, участник Великой Отечественной войны, Герой Советского Союза (1945).

## Биография
Григорий Артемченков родился 25 апреля 1923 года в селе Аркино (ныне — Комаричского района Брянской области) в рабочей семье. Получил неполное среднее образование. В 1941 году был призван на службу в Рабоче-крестьянскую Красную Армию Комаричским районным военным комиссариатом. В 1942 году Артемченков окончил военную авиационную школу пилотов в Сталинграде, получил звание сержанта.
Был направлен в 814-й истребительный авиаполк. Первоначально летал на британских истребителях «Харрикейн», а с октября 1942 года — на «Як-1». Участвовал в боях на Юго-Западном, 1-м и 3-м Украинском фронтах. Принимал участие в Сталинградской и Курской битвах, Ворошиловградской, Изюм-Барвенковской, Донбасской операциях, битве за Днепр, Львовско-Сандомирской, Сандомирско-Силезской, Нижнесилезской, Верхнесилезской операциях.
С июля 1944 года Артемченков выполнял боевые задания в составе разведывательной эскадрильи, был подчинён непосредственно командованию 2-го гвардейского штурмового авиакорпуса. К 20 февраля 1945 года Артемченков выполнил 340 боевых вылетов (из них 125 разведывательных, 121 прикрывающий, 89 сопровождающих, 5 штурмовых). В 46 воздушных боях лично сбил 5 самолётов, в группе 1, повредил 2 самолёта. Во время штурмовок уничтожил 10 автомашин, 15 повозок, 3 железнодорожных вагона, 1 паровоз, 5 точек ПВО, взорвал 2 склада с боеприпасами, уничтожил около 35 солдат и офицеров врага.
К весне 1945 года гвардии лейтенант Григорий Артемченков был командиром звена 106-го гвардейского истребительного авиаполка 11-й гвардейской авиадивизии 2-го гвардейского штурмового авиакорпуса 2-й воздушной армии 1-го Украинского фронта.
4 апреля 1945 года был ранен в воздушном происшествии и потерял ногу.
Указом Президиума Верховного Совета СССР от 27 июня 1945 года за «отвагу и личный героизм, проявленные при выполнении боевых заданий, за 125 успешных боевых вылетов на разведку и сбитые 5 самолётов противника» гвардии лейтенант Григорий Артемченков был удостоен высокого звания Героя Советского Союза с вручением ордена Ленина и медали «Золотая Звезда» за номером 7467.
После окончания войны продолжил службу в Советской Армии, был адъютантом эскадрильи в наземной службе 106-го гвардейского истребительного полка. В 1948 году в звании старшего лейтенанта вышел в отставку. Проживал в Москве. Умер 27 мая 1979 года. Похоронен на Хованском кладбище.

## Награды
Был также награждён двумя орденами Красного Знамени, орденом Красной Звезды, медалями «За отвагу» и «За Победу над Германией».

## Память
В 1985 году у средней школы № 126 города Москвы в районе Тёплый стан был воздвигнут памятник Герою Советского Союза Артемченкову и создан Музей боевой славы его имени.